# 八頭高校前站
八頭高校前站（日语：／ Yazukoukoumae eki */?）是位於鳥取縣八頭郡八頭町久能寺，若櫻鐵道若櫻線的車站。

## 歷史
- 1996年（平成8年）10月1日 - 若櫻鐵道郡家站至因幡船岡站之間開設此站。
  - 當時車站地址為鳥取縣八頭郡郡家町（日语：郡家町 (鳥取県)）久能寺。
- 2005年（平成17年）3月31日 - 隨著八頭町成立，車站地址變為現址。

## 車站構造
車站是一座地面車站，設有1面1線的單式月台。前往若櫻方向的列車會開啟左邊車門。此站是無人車站，沒有車站大樓。在八頭高等學校前的個體戶商店中可購買乘車票，因此也可被視為簡易委託車站。此站沒有自動售票機、乘車証明書發行機和廁所。

## 車站周邊
- 鳥取縣立八頭高等學校（日语：鳥取県立八頭高等学校）
- 八頭町立郡家西小學（日语：八頭町立郡家西小学校）
- 鳥取縣道32號郡家鹿野氣高線（日语：鳥取県道32号郡家鹿野気高線）

## 使用狀況
以下為近年一日平均上下車人次列表：
| 上下車人次變化 | 上下車人次變化 |
| 年度           | 1日平均人次    |
| -------------- | -------------- |
| 2011年         | 414            |
| 2012年         | 407            |
| 2013年         | 594            |
| 2014年         | 364            |
| 2015年         | 332            |
| 2016年         | 297            |
| 2017年         | 288            |
| 2018年         | 367            |

## 相鄰車站
若櫻鐵道
若櫻線
郡家－八頭高校前－因幡船岡

## 注腳
1. ↑  国土数値情報　駅別乗降客数データ  （页面存档备份，存于）（日語） - 國土交通省，2021年3月10日參閲

## 外部連結
- 沿線各站情報 - 若櫻鐵道株式會社 （页面存档备份，存于）（日語）